# Vojko Antončič
Vojko Antončič, slovenski sociolog, * 14. oktober 1946, Temnica na Krasu.
Leta 1971 je diplomiral iz sociologije na ljubljanski Fakulteti za sociologijo, politične vede in novinarstvo, ter se raziskovalno posvetil metodološkim problemom in problemom merjenja v sociologiji. Je soavtor knjig Samoupravna urejenost in gospodarska uspešnost delavnih organizacij (1978) in Tokovi zaposlovanja. (COBISS).